# Frontenac County
Frontenac County ist ein County im Südosten der kanadischen Provinz Ontario. Der County Seat ist Kingston. Die Einwohnerzahl beträgt 150.475 (Stand: 2016), die Fläche 3787,76 km², was einer Bevölkerungsdichte von 39,7 Einwohnern je km² entspricht. Das County liegt am Nordufer des Ontariosees, beim Ausfluss des Sankt-Lorenz-Stroms.
Im Bezirk liegen mehrere der Provincial Parks in Ontario. Im Nordwesten unter anderem der Bezirksübergreifende Bon Echo Provincial Park, der mit den Mazinaw Pictographs eine der National Historic Site of Canada beherbergt. 
|                             | Renfrew County                              |                                        |
| Lennox and Addington County | Kompassrose, die auf Nachbargemeinden zeigt | Lanark County                          |
|                             | New York (Bundesstaat) (USA)                | United Counties of Leeds and Grenville |

## Administrative Gliederung

### Städte und Gemeinden
| Ort               | Status   | Bevölkerung (2016) |
| ----------------- | -------- | ------------------ |
| Central Frontenac | Township | 1.898              |
| Frontenac Islands | Township | 1.760              |
| North Frontenac   | Township | 4.373              |
| South Frontenac   | Township | 18.646             |

Die Stadt Kingston gehört zwar geographisch und statistisch zum Frontenac County, untersteht aber nicht dessen Verwaltung. Sie hat den Status einer separated municipality.

### Gemeindefreie Gebiete
Im Bezirk finden sich keine gemeindefreien Gebiete.

### Indianerreservationen
Im Bezirk finden sich keine Indianerreservationen.